# ناصر الشكيلي
ناصر علي الشكيلي (مواليد 25 مارس 2000) لاعب كرة قدم إماراتي يجيد اللعب كلاعب وسط.

## مسيرة اللاعب
لعب في نادي العين ونادي العروبة)